# WASP-43b
WASP-43b是一個環繞年輕且高活動力的恆星WASP-43的凌日行星，位於六分儀座。WASP-43b質量幾乎是木星的兩倍，屬於熱木星，但是半徑稍小於木星。WASP-43b是被超廣角尋找行星計畫的電腦程式選為候選者，之後經由智利拉西拉天文台的儀器分析確認了它的存在，並確定了它的軌道和物理性質。該行星的發現是在2011年4月14日出版的論文中得到證實。
WASP-43b的軌道週期在發現時確定是0.8日（19.2小時），是已確認太陽系外行星中公轉週期第二短的（只比WASP-19b長）。此外，WASP-43b是已知的熱木星中距離母恆星最近的，這現象也許可以母恆星的低質量解釋。

## 觀測歷史
WASP-43首次被選為觀測對象是因為一個致力於巡天找尋行星凌日現象的英國組織在一次SuperWASP資料中發現的偶然凌日現象。特別是WASP-43在2009年1月到5月之間被設在南非天文台的超廣角尋找行星-南望遠鏡觀測到凌日現象。
之後超廣角尋找行星計畫在南半球和北半球的兩組望遠鏡在2010年1月到5月之間收集了13768個資料點，並使用拉西拉天文台的CORALIE攝譜儀進行觀測。科學家進行了了14次徑向速度量測確認WASP-43b的存在，並確定了質量。同時拉西拉天文台的TRAPPIST望遠鏡幫助科學家觀測該行星在2010年12月的凌日現象並建立了光變曲線。
WASP-43b的發現於2011年4月14出刊的《天文与天体物理学报》上公開。

## 母恆星
WASP-43是一個位於六分儀座的橙矮星，距離地球約80秒差距（261光年）。WASP-43的質量是0.58倍太陽質量，但其結構較為膨鬆，半徑是0.93倍太陽半徑。它表面的有效溫度是比太陽低的4400 K。WASP-43的金屬量是比太陽低的 [Fe/H] = -0.05（鐵含量是太陽的89%）。WASP-43是年齡大約5.98億年的年輕恆星（太陽年齡46億年）。光譜分析發現WASP-43表面活動相當強烈。
WASP-43的視星等是無法被肉眼看到的12.4。

## 行星特徵
WASP-43b是密度較高的熱木星，其質量是木星的1.78倍，但半徑是木星的0.93倍。該行星軌道半長軸是0.0142天文單位，軌道週期是0.813475日（19.5234小時），在WASP-43b被發現時它是軌道週期第二短的行星，僅次於WASP-19b。此外，WASP-43b在發現時是所有熱木星中最靠近母恆星的，只有超級地球GJ 1214 b和行星系候選恆星KOI-961可以相比。雖然已知熱木星都是短週期的，但週期少於三或四日的行星相當少見。在WASP-43b這個例子中，造成週期如此短的原因或許可以用它的母恆星質量不高解釋。WASP-43和它的行星這樣的罕見系統代表熱木星不常存在於低質量恆星旁，否則這樣的行星無法維持環繞母恆星的穩定軌道。
WASP-43b、WASP-19b和WASP-18b與目前被接受的來自聯星系統軌道觀測而來的潮汐力作用模型相矛盾。考慮到行星存在的修正的模型則可以幫助確認這些行星的軌道參數。
與我們的太陽系相較之下，水星的軌道週期是87.97日，與太陽的平均距離是0.387天文單位。